# 10 Batalion Saperów (1939)

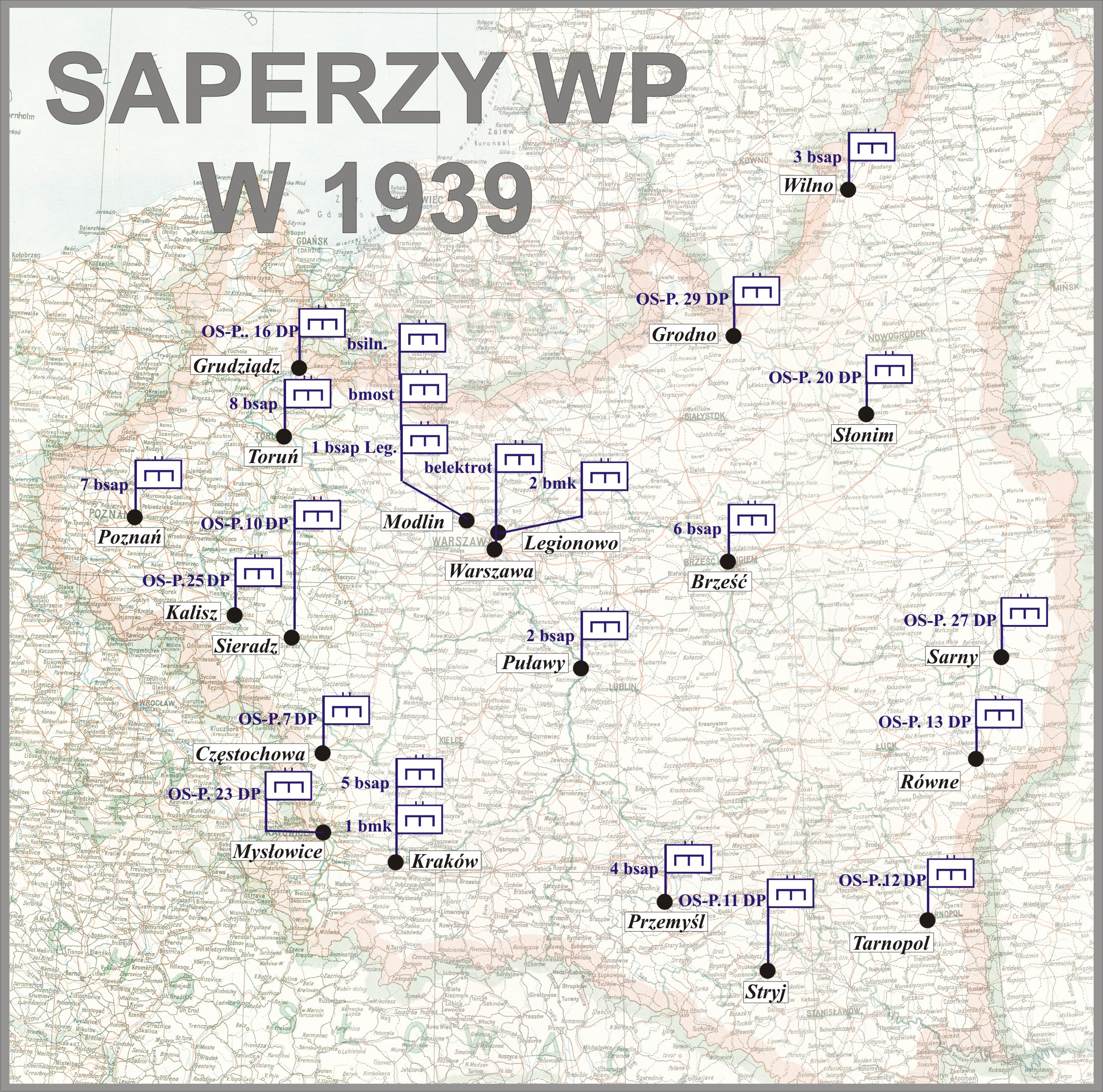
Jednostki saperskie WP w 1939

10 batalion saperów (10 bsap) – pododdział saperów Wojska Polskiego.
Batalion nie występował w pokojowej organizacji wojska. Został sformowany w 1939 roku przez Ośrodek Sapersko-Pionierski 10 Dywizji Piechoty.

## Ośrodek Sapersko-Pionierski 10 Dywizji Piechoty
Na podstawie rozkazu Departamentu Dowodzenia Ogólnego Ministerstwa Spraw Wojskowych L.dz. 2127/tjn. z 22 maja 1937 roku w Sieradzu został sformowany Ośrodek Sapersko-Pionierski 10 Dywizji Piechoty. Ośrodek był organicznym pododdziałem saperów 10 Dywizji Piechoty. Pod względem wyszkolenia podlegał dowódcy 3 Grupy Saperów. Ośrodek stacjonował w Sieradzu.
Organizacja i obsada personalna ośrodka
Organizacja i obsada personalna ośrodka w marcu 1939:
- dowódca ośrodka – mjr Marian Miłosz Cwalino-Godziemba,
- adiutant – por. Stanisław Zabłocki[b]
- oficer materiałowy – por. Zenon Lucjan Kasperkiewicz,
- oficer mobilizacyjny – por. sap. Stanisław Zabłocki †4 VIII 1939[4],
- dowódca kompanii saperów – kpt. Stefan Iwański,
- dowódca plutonu – por. Anatol Kaszubski,
- dowódca plutonu – ppor. Stanisław Józef Bożałek → oficer 1 bsap w Szkocji, por. PSP † 7 XII 1992 Paarl (RPA),
- dowódca plutonu specjalnego – por. Kazimierz Zdzisław Franciszek Łysak[2].

Ośrodek Sapersko-Pionierski 10 Dywizji Piechoty był jednostką mobilizującą. Pod względem mobilizacji materiałowej był przydzielony do 31 pułku Strzelców Kaniowskich. Zgodnie z planem mobilizacyjnym „W”, w mobilizacji niejawnej, w grupie jednostek oznaczonych kolorem żółtym, formował „baon saperów nr 10” dla 10 Dywizji Piechoty.
W kwietniu 1939 roku OSP 10 DP zmobilizował dwie kompanie saperów i szkieletowe dowództwo batalionu ze składu wojennego baonu saperów nr 10. W skład szkieletowego dowództwa baonu wchodził dowódca, adiutant, pisarz i goniec, do dyspozycji których znajdowały się dwa konie wierzchowe i jeden wóz. Bezpośrednio po zakończeniu mobilizacji baon przystąpił do przygotowania umocnień i zniszczeń.

## Struktura i obsada personalna 10 bsap
Obsada personalna we wrześniu 1939:
- dowódca batalionu – mjr sap. Ludwik Napoleon Siemiński † 1940 Katyń[9]
- zastępca dowódcy batalionu – kpt. Maksymilian Robert Kruczała → oficer 1 bsap w Szkocji
- 1 kompania saperów – por. Zenon Lucjan Kasperkiewicz
- 2 kompania saperów – por. Kazimierz Zdzisław Łysak → uczestnik ucieczki z Oflagu VI B Dössel † XI 1943 Buchenwald
- 3 zmotoryzowana kompania saperów – kpt. Stefan Iwański
- kolumna saperska – por. Anatol Kaszubski † Charków[10]

24 sierpnia 1939 do ośrodka został zmobilizowany ppor. sap. rez. inż. Stanisław Cebeliński, który zaginął w czasie wojny.